# Saraz
Saraz korábbi község (település) Franciaországban, Doubs megyében. 2025. január 1-jén Éternoz községgel egyesült és Éternoz-Vallée-du-Lison új község része lett.<ref>RECUEIL DES ACTES ADMINISTRATIFS N°25-2024-134 (francia nyelven) pp. 40–44. Département Doubs, 2024. szeptember 18. (Hozzáférés: 2025. január 3.)
Lakosainak száma 20 fő (2022. január 1.). Saraz Myon, Nans-sous-Sainte-Anne, Saizenay és Salins-les-Bains községekkel határos.

## Népesség
A település népessége az elmúlt években az alábbi módon változott:
| Lakosok száma | 33   | 21   | 23   | 22   | 10   | 11   | 11   | 15   | 17   | 20   |
|               | 1968 | 1982 | 1990 | 2006 | 2013 | 2015 | 2017 | 2019 | 2020 | 2022 |